# Mila, Algérie
Mila là một đô thị thuộc tỉnh Mila, Algérie. Dân số thời điểm năm 2002 là 59.959 người.